# آکتسا پنیا
آکتسا پنیا (اسپانیایی: Aketza Peña‎؛ زادهٔ ۴ مارس ۱۹۸۱) دوچرخه‌سوار اهل اسپانیا است. وی در مسابقات جیرو دیتالیا شرکت کرده است.